# Bigger than Us (песня Майкла Райса)
«Bigger Than Us» (с англ. — «Больше, чем мы») — песня британского певца Майкла Райса.

## Евровидение
Песня была выбрана на национальном отборе «Eurovision: You Decide». Изначально планировалось исполнить на конкурсе «Melodifestivalen 2019» певцом Джон Лундвик, но в конце концов, Лундвик решил выбрать другую песню, а песня «Bigger Than Us» была представлена для «Eurovision: You Decide».
Лундвик выиграл Melodifestivalen 2019 с песней «Too Late for Love», и будет конкурировать с «Bigger Than Us» в конкурсе песни «Евровидение-2019».
Поскольку Великобритания является членом «Большой пятерки», песня автоматически выходит в финал, который состоится 18 мая 2019 года на Экспо Тель-Авив, Израиль в павильоне 2.